# Piper Kerman
Piper Eressea Kerman (* 28. září 1969 Boston) je americká autorka, která byla v roce 1998 odsouzena za trestný čin praní špinavých peněz k patnáctiměsíčnímu trestu odnětí svobody (trest byl nakonec snížen na 13 měsíců). Její vzpomínky na zážitky z vězení, Orange Is the New Black: My Year in a Women's Prison, byly adaptována do uznávaného komediálně-dramatického seriálu Netflixu Orange Is the New Black. Po opuštění vězení Kerman často hovoří o vězněných ženách a o svých vlastních zkušenostech. Nyní pracuje jako komunikační stratéžka pro neziskové organizace.

## Raný život a vzdělání
Kerman se narodila v Bostonu v rodině právníků, lékařů a pedagogů. Vystudovala Swampscott High School v Swampscott, Massachusetts v roce 1987, a Smith College v roce 1992. Považuje se za WASP, její děda z otcovy strany byl ruský žid.

## Kriminální kariéra
V roce 1993 Kerman měla vztah s Catherine Cleary Wolters (Alex Vause v seriálu Holky za mřížemi), dealerkou heroinu pracující pro nigerijskou mafii, které Kerman pomáhala prát peníze. V roce 1998 byla Kerman obviněna z praní peněz a obchodu s drogami a přiznala vinu. Od roku 2004 si odpykávala 13 měsíců z původního 15 měsíčního trestu ve věznici s minimální ostrahou FCI Danbury v Danbury v Connecticutu.
Během trestu vytvořila web „The Pipe Bomb Archivováno 21. 3. 2021 na Wayback Machine.“, aby dokumentovala svůj život za mřížemi.

## Pozdější kariéra
Kermanina autobiografická kniha – Orange Is the New Black: Můj rok v ženské věznici, byla publikována nakladatelstvím Spiegel & Grau dne 6. dubna 2010. Následovala televizní adaptace vytvořená Jenji Kohan. Premiéru měla 11. července 2013 na Netflixu a vysílala se sedm sezón. Kerman v seriálu (Piper Chapman) hraje Taylor Schilling. Orange is the New Black získal ohlas u kritiků a čtyři ceny Emmy.
Kerman působí ve správní radě Women's Prison Association.
10. února 2014 obdržela cenu Justice Trailblazer Award 2014 od John Jay College of Criminal Justice Center on Media, Crime & Justice.
25. února 2014 Kerman vypovídala na jednání před Senátním podvýborem pro ústavu, občanská práva a lidská práva, kterému předsedal Dick Durbin.
4. srpna 2015 Kerman vypověděla na slyšení na téma „Dohled nad Úřadem pro vězení: Účty z první ruky před výzvami, které stojí před federálním vězeňským systémem“ před Senátním výborem pro vnitřní bezpečnost a vládní záležitosti, kterému předsedal Ron Johnson.
V roce 2019 se objevila jako hostka v poslední epizodě Orange Is the New Black v poslední scéně ve vězení v Ohiu, když Piper navštívila Alex. Kerman seděla na dvou sedadlech nalevo od Alex jako odsouzená, kterou navštívil její manžel.

## Osobní život
Kerman řekla: „Jsem bisexuální, takže jsem součástí gay komunity (LGBT+)“. 21. května 2006 se Kerman vdala za spisovatele Larryho Smithe. Kerman a Smith žijí v Columbusu ve státě Ohio a vyučují kurzy psaní v nápravném ústavu Marion a v Ohio Reformat.